# The Master
The Master é o segundo álbum de estúdio do músico Rakim. Editado em 1999 pela Universal.

## Faixas
1. "Intro"
2. "Flow Forever"
3. "When I B On Tha Mic"
4. "Finest Ones" (com DJ Clark Kent)
5. "All Night Long"
6. "State Of Hip-Hop Interlude"
7. "Uplift"
8. "I Know"
9. "It's The R"
10. "I'll Be There" (com Nneka Morton)
11. "It's A Must" (com Rahzel)
12. "Real Shit"
13. "How I Get Down"
14. "L.I. Interlude"
15. "Strong Island"
16. "Waiting For The World To End"
17. "We'll Never Stop" (com Connie McKendrick)

## Ligações Externas
- The Master no Discogs (em inglês)
- Critica no The Harvard Crimson (em inglês)
- Critica no The Independent (em inglês)
- Critica no RapReviews (em inglês)